# PhpGedView
PhpGedView è un software libero in PHP che opera con i dati genealogici su Internet. Il progetto fu fondato ed è capeggiato da John Finlay. È fruibile attraverso la licenza GNU GPL.
Si può importare il formato GEDCOM e supporta anche il formato GRAMPS XML.
PhpGedView è ospitato su SourceForge dove fu pubblicato nel dicembre 2003.
È un'applicazione ampiamente usata e interattiva, con oltre 1600 siti registrati (novembre 2008).
Il 26 giugno 2006 il sito di phpGedView ha annunciato che è il progetto più attivo su Sourceforge e il secondo a luglio dello stesso anno.
PhpGedView è un sistema multi utente e indipendente dalla piattaforma. Può produrre diversi tipi di diagrammi che possono essere esplorati in PDF per la visualizzazione, l'archiviazione e la stampa.
PhpGedView può essere esteso usando dei moduli.
Sono disponibili interfacce per le gallerie, phpBB, Lightbox, e Google Maps.
PhpGedView ha anche moduli integrativi per i CMS come Joomla!.
Nel 2010 è stato creato un fork di PhpGedView, dal nome di webtrees, attualmente attivo.